# Westye Martinus Egeberg
Westye Martinus Egeberg (Christiania, 10 april 1805 – aldaar 26 december 1898) was een Noors zakenman.

## Achtergrond
Hij werd geboren binnen het vermogende gezin van houthandelaar  Westye Egeberg en Anna Sophie Muus. Hij was de tweede zoon van dat echtpaar, dat uiteindelijk tien kinderen zou krijgen. Hijzelf bleef ongehuwd en kinderloos.

## Werk
Op 26-jarige leeftijd ging hij werken bij de firma Westye Egeberg & Co. Die firma in hout kende een crisis in de na-Napoleontische periode. Het familiebedrijf leed daaronder, maar wist het hoofd boven water te houden. Toch kon broer Carst Tank Westye zijn aandeel niet in de firma behouden en Westye Martinus Egeberg kocht dat van hem. Carst Tank was er mede schuldig aan dat schuldeisers uit zelfs het Verenigd Koninkrijk delen van het bedrijf in handen kregen, waaronder de zagerij. Westye Egeberg & Co kreeg de wind in de rug, toen ook weer de Franse regering hout zocht en Westye die in de juiste kwaliteit kon leveren. De firma kon onder leiding van Westye Martinus Egeberg flink uitbreiden, maar moest ook voorzien in een eigen voorraad hout (lees bos), energie (stoom of waterkracht) en vervoer. Voor dat laatste liet Egeberg in tien jaar tijd een spoorbaan aanleggen tussen Eidsvol en Oslo, een van de eerste spoorlijnen van het land.
Hij zat in diverse besturen van bijvoorbeeld de stad Oslo (1837), was fondsenbeheerder 1847-1951 en ritmeester en voorman van "Det gule kor" (burgergarde) (1840-1846). In 1855 ontving hij de Orde van Sint-Olaf. In aanvulling op dat alles was hij ook vice-consul voor Nederland in Noorwegen (1832-1855). In de late jaren vijftig was hij ziekelijk en zag dat zijn jongere broer Peder Cappelen Egeberg het bedrijf langzaam overnam. Later zouden diens zonen verdergaan in het bedrijf. Westye Martinus Egeberg werd filantroop en beschermheer van diverse liefdadigheidsinstellingen. Zo gaf hij 500000 Noorse kroon aan kindertehuizen en droeg 50000 kroon bij aan de toekomstige bouw van het Nationaltheatret, dat in 1900 geopend werd.